# Gennaro Borriello
Gennaro Borriello (Torre del Greco, 17 augustus 1956) is een voormalig voetbalscheidsrechter uit Italië, die actief was op het hoogste niveau van 1992 tot 2003. Borriello maakte zijn debuut in de hoogste afdeling van het Italiaanse profvoetbal (Serie A) op 18 april 1993 in de wedstrijd Cagliari–Ancona (3–0). Hij floot in totaal 116 wedstrijden in de Serie A en 93 duels in de Serie B.